# Roifia dictyocarpa
Roifia dictyocarpa är en malvaväxtart som först beskrevs av Philip Barker Webb, och fick sitt nu gällande namn av Bernard Verdcourt. Roifia dictyocarpa ingår i släktet Roifia och familjen malvaväxter. Inga underarter finns listade i Catalogue of Life.